# 國博中心南站
國博中心南站位于中华人民共和国湖北省武汉市汉阳区，是武汉地铁6号线和16号线的地铁车站，於2016年12月28日啟用，車站規劃時稱“博览中心站”“國博中心站”。

## 车站构造

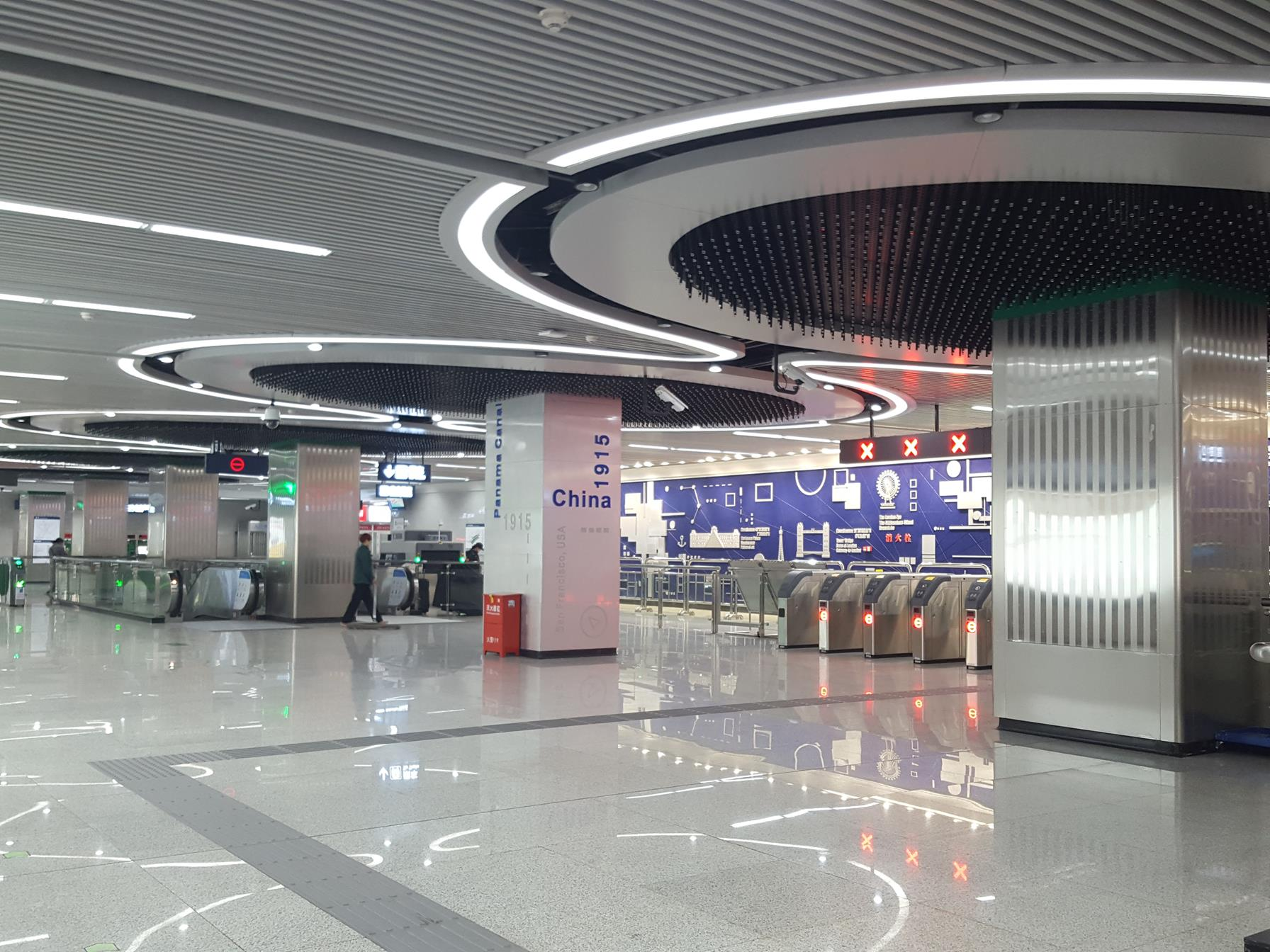
站廳層
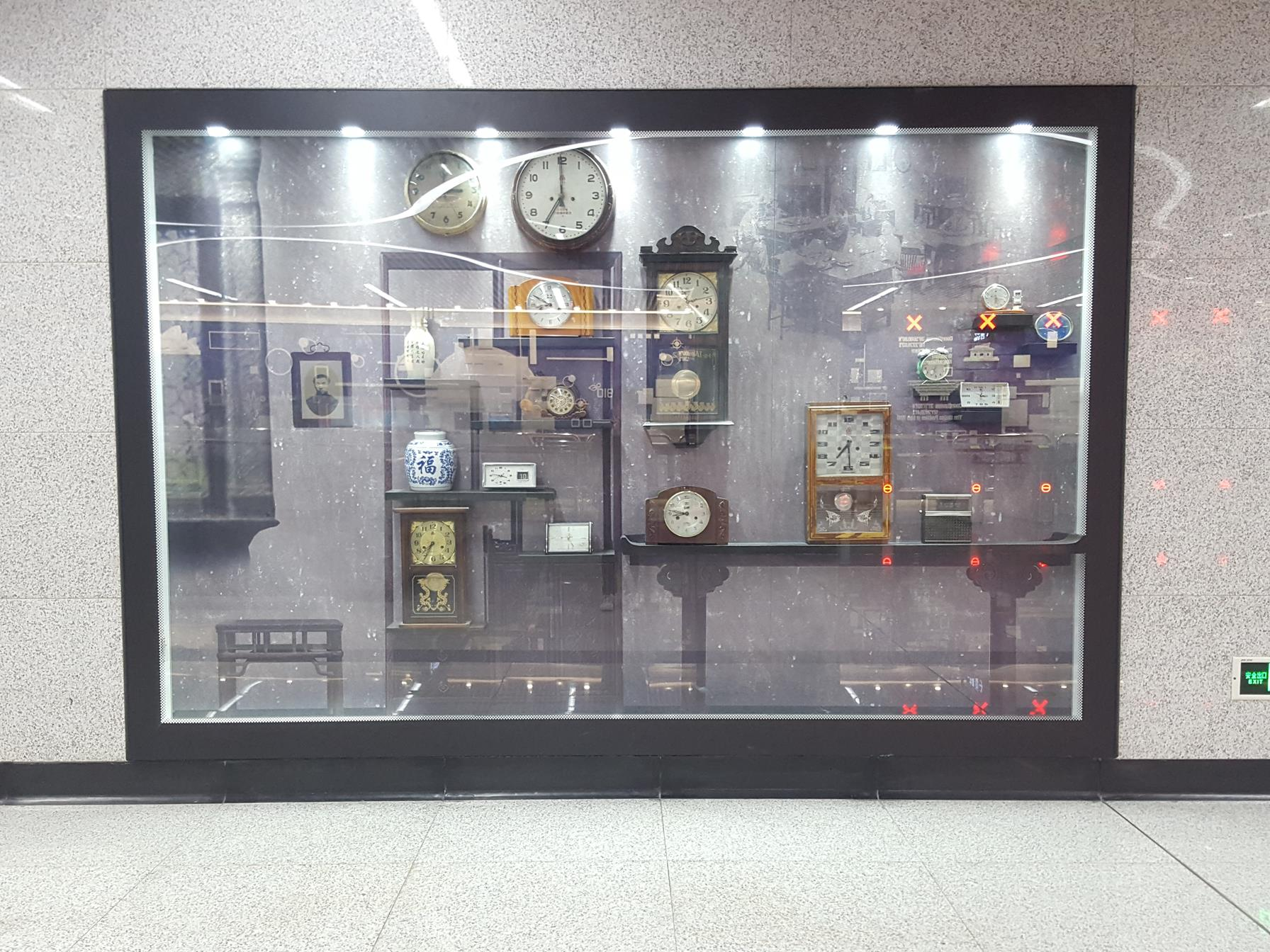
藝術櫥窗

车站设于位于拦江堤路和四新南路高架桥交叉处，平行于拦江堤路设置。车站形式为地下二层岛式车站，地下一层为站厅层，地下二层为站台层，站后设置折返线，连接老关村车辆段。车站共设9个出入口，其中3个为周边物业预留，10个风亭，全部为低矮风亭。车站总建筑面积约为23364㎡，其中主体建筑面积约为18516.1㎡。

### 楼层分布
| 地面     | 地面               | 出入口                               |  |  |
| 地下一层 | 站厅               | 售票机、客服中心、武漢通充值、洗手間 |  |  |
| 地下二层 |                    | █ 6号线 往新城十一路（国博中心北）   |  |  |
|          | 岛式站台，左侧开门 |                                      |  |  |
|          |                    | █ 6号线 往东风公司（老关村）         |  |  |
| 地下三层 |                    | █ 16号线 往国博中心南（）            |  |  |
|          | 岛式站台，左侧开门 |                                      |  |  |
|          |                    | █ 16号线 往通航机场（老关村）        |  |  |

### 車站出口
|                                                 |      |                                   |
|                                                 |      |                                   |
| 出口編號                                        | 設施 | 建議前往的目的地                  |
| A                                               |      | 博覽中心環路 武漢國際博覽中心     |
| B                                               |      | 博覽中心環路 武漢國際博覽中心     |
| C                                               |      | 國博大道 文舉街、武漢國際博覽中心 |
| D                                               |      | 國博大道 文舉街                   |
| E                                               |      | 國博大道 四新南路                 |
| F                                               |      | 博覽中心環路 四新南路             |
| 注： 設有升降機 \| 設有輪椅升降台 \| 設有洗手間 |      |                                   |

## 运营信息
- 6号线首末班车时间

## 邻近地区
车站东临目前华中地区规模最大综合会展中心武汉国际博览中心。9个出口中，4个出口与国博中心无缝衔接。亦可以与国博中心交通港衔接，实现轨道交通与公交的换乘。亦可通过此站到达临近的武汉国博洲际酒店、武汉国际会议中心。

## 未来发展
12号线（环线）将在此站与6号线换乘。

### 内部链接
- 武汉地铁车站列表